# SN 2005az
SN 2005az – supernowa typu Ic odkryta 15 kwietnia 2005 roku w galaktyce NGC 4961. Jej maksymalna jasność wynosiła 15,55m.